# (11682) Shiwaku
(11682) Shiwaku est un astéroïde de la ceinture principale.

## Description
(11682) Shiwaku est un astéroïde de la ceinture principale. Il fut découvert le 3 mars 1998 à Yatsuka (en) par Hiroshi Abe. Il présente une orbite caractérisée par un demi-grand axe de 2,43 UA, une excentricité de 0,17 et une inclinaison de 3,1° par rapport à l'écliptique.

## Compléments